# غراسي غيلبرت
غراسي غيلبرت (بالإنجليزية: Gracie Gilbert)‏ هي ممثلة أسترالية، ولدت في 20 أكتوبر 1992 في أستراليا.

## وصلات خارجية
- غراسي غيلبرت على موقع IMDb (الإنجليزية)
- غراسي غيلبرت على موقع ألو سيني (الفرنسية)
- غراسي غيلبرت على موقع كينوبويسك (الروسية)